# Higashi-ku (Niigata)
Higashi-ku (東区?) es uno de los ocho distritos administrativos que conforman la ciudad de Niigata, capital de la prefectura de Niigata, en la región de Hokuriku, Japón. El 1 de marzo de 2021 tenía una población estimada de 134 499 habitantes y una densidad de población de 3483 personas por km².

## Geografía
Higashi-ku se encuentra en el noreste de la ciudad de Niigata, directamente al este del centro de Chūō-ku y limita al norte con el mar de Japón. El río Shinano fluye al oeste y en el sur está la autopista Nihonkai-Tōhoku. El río Agano en la parte oriental del barrio sirve de frontera con la vecina Kita-ku. El aeropuerto de Niigata y el puerto de Niigata se encuentran en Higashi-ku.

## Historia
El barrio fue creado en 2007 cuando Niigata se convirtió en ciudad designada por decreto gubernamental.